# Aldonza Enríquez y Quiñones
Aldonza Enríquez y Quiñones (1450-1520) va ser una noble castellana, senyora d'Elx i Crevillent i comtessa i, més tard, duquessa consort de Cardona.
Era filla de Fadrique Enríquez de Mendoza, II Almirall de Castella i de Teresa de Quiñones. Era tieta del rei Ferran el Catòlic, del qual en va ser marmessora en el seu testament. Es va casar amb el comte, i després duc, Joan Ramon Folc de Cardona, el 1467 a la localitat d'Arbeca. La parella va tenir els següents fills:
- Ferran (1469-1543)
- Pere (-1546)
- Alfons (-1522)
- Antoni (-1555)
- Enric (1485-1530)
- Lluís (1488-1532)
- Joan (m. 1425)
- Jaume (m. 1515)
- Joana (?)
- Aldonça (?)
- Isabel (1467-1513)
- Teresa (?)
- Pere (?)
- Jaume (?)